# Second line & Acoustic live at 渋谷公会堂20111013
『Second line & Acoustic live at 渋谷公会堂20111013』（セカンドラインアンドアコースティックライブアットしぶやこうかいどう20111013）は、2012年2月8日に発売されたACIDMAN初のライブアルバム。

## 概要

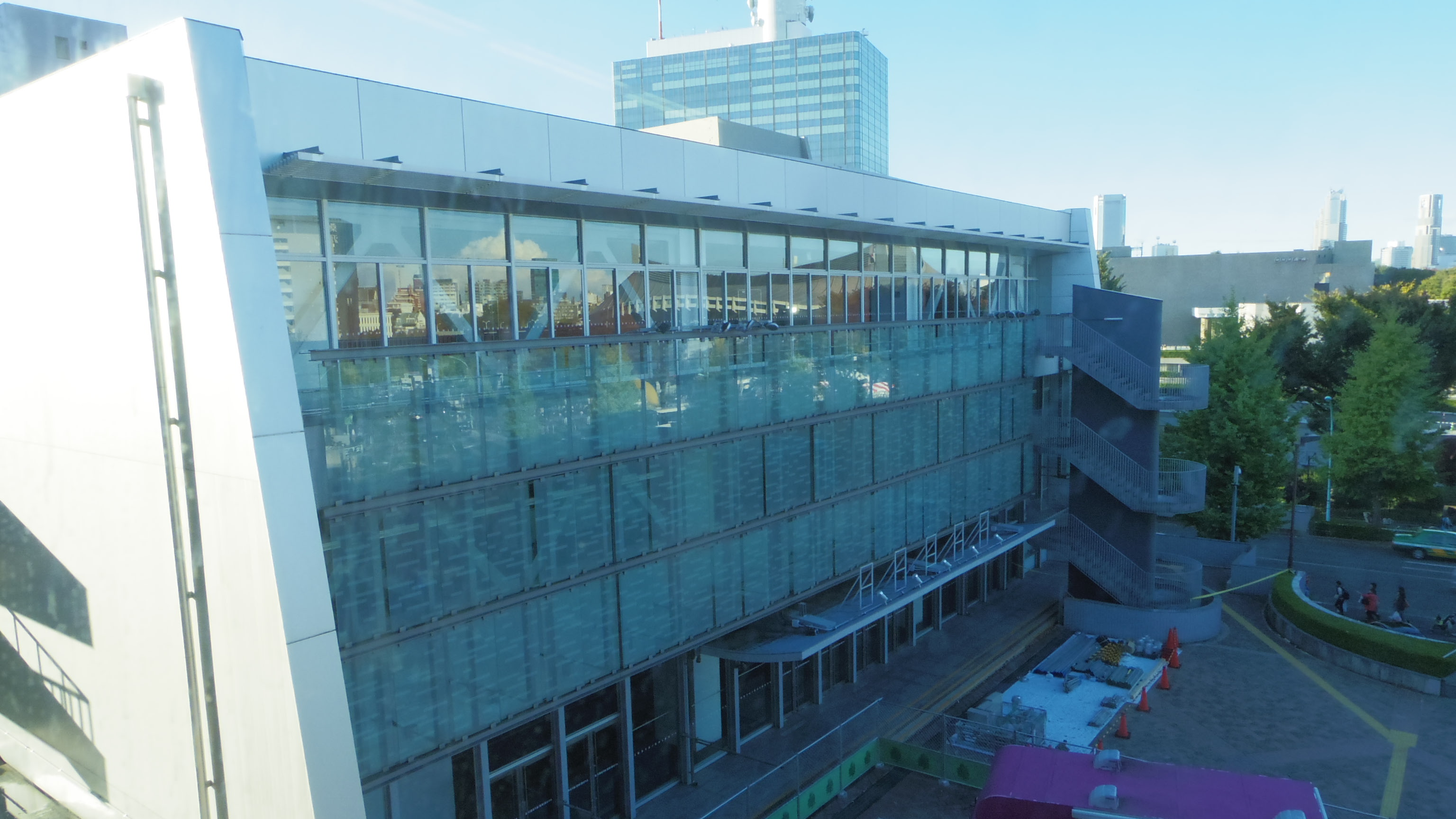
会場の渋谷公会堂（2015年11月撮影）

- ACIDMAN　15th＆10th Anniversaryリリース第2弾。
- ACIDMAN初のライブアルバム。
- 2011年10月13日に渋谷公会堂で行われたアコースティックLIVEの模様を、MCを含め74分超収録したライブアルバム。
- ベストアルバム『ACIDMAN THE BEST』、インストゥルメンタルベストアルバム『THIS IS INSTRUMENTAL』、そしてそれらを同梱した『ACIDMAN THE BEST BOX』と同時発売。
- 初回限定版にはライブ映像4曲と赤橙(Acoustic)のミュージックビデオ、そしてMV撮影のドキュメンタリーを収録したDVDが付属。

## 収録曲
1. REMIND
2. アイソトープ
3. O(オー)
4. turn around
5. (MC)
6. シンプルストーリー
7. 香路
8. 銀河の街
9. Under the rain
10. Ride the wave
11. FREE STAR
12. (MC)
13. 季節の灯
14. (MC)
15. ALMA
16. (MC)
17. Your Song

### 初回限定盤DVD
1. シンプルストーリー
2. FREE STAR
3. ALMA
4. Your Song

『Scene of上海Documentary』
- Making of“赤橙Acoustic（MUSIC VIDEO）”
- 赤橙Acoustic（MUSIC VIDEO）